# Emblema e inscripción en la casa del mercader Jerónimo Martí
El Emblema e Inscripción en la Casa del Mercader Jerónimo Martí, en Catí, en la comarca del Alto Maestrazgo, de la provincia de Castellón,   es uno de los muchos escudos e inscripciones que  están catalogados como Bien de Interés Cultural, dentro del casco antiguo de esta localidad,  el cual está a su vez catalogado también como BIC, desde el año 2004, aunque ya en 1979 fue declarado Conjunto Histórico Artístico. Como Bien de Interés Cultural, presenta anotación ministerial nº: R-I-51-0011330, con fecha de anotación 22 de marzo de 2005, según consta en la Dirección General de Patrimonio Artístico de la Generalidad Valenciana.

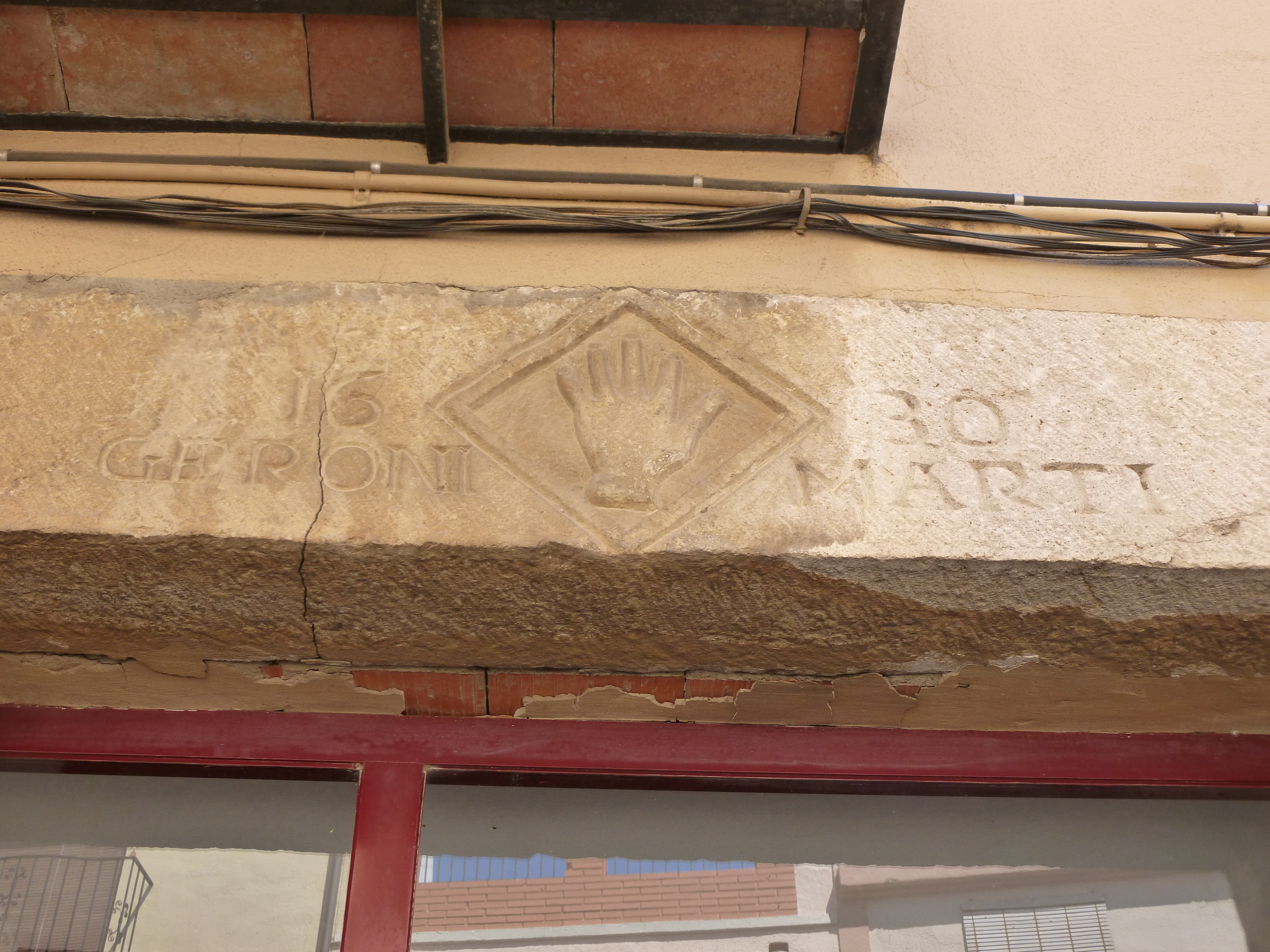

La localidad de Catí presenta un trazado urbanístico caracterizado por mantenerse prácticamente intacto desde época medieval, lo cual le permite poseer una de las mejores muestras de  edificios góticos de carácter señorial. A lo largo de las calles de su caso antiguo nos podemos encontrar con excepcionales ejemplos de este tipo de construcciones, algunas de las cuales jalonan sus fachadas con escudos y emblemas que demostraban el poder económico, político o simplemente social de los propietarios y habitantes de las mismas. Son ejemplos de este tipo de construcciones, las casas de mercaderes como Jerónimo Martí, Matías Roca, Antonio Mateu, Casa Miralles, Casa de los Montserrat y Casa de Joan Espígol entre otros.
Actualmente, el emblema y la inscripción de la casa del mercader Jerónimo Martí se encuentra en la fachada de la biblioteca.